# Johann Wilhelm Ludwig von Luce

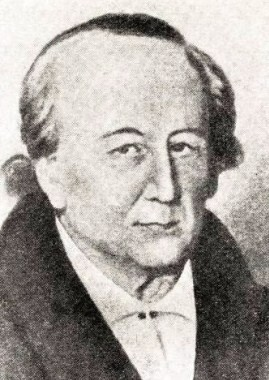
Johann Wilhelm Ludwig v. Luce

Johann Wilhelm Ludwig Luce, ab 1795 von Luce, estn.: Johann Willem Luddi Ludse (* 25. August 1756 in Hasselfelde, Herzogtum Braunschweig-Lüneburg; † 23. Mai 1842 in Arensburg auf Oesel, Livland, heute Estland) war ein deutscher Geistlicher, Mediziner, Schriftsteller und Heimatforscher der Insel Oesel sowie Numismatiker. Er beschrieb auch verschiedene Pflanzen, sein botanisches Autorenkürzel ist Luce oder Lucé.

## Leben
Luce kam 1769 auf die Domschule von Halberstadt, wo er sich nach dem Wunsch seiner Eltern, aber gegen eigene Neigungen, auf das spätere Studium der Theologie vorbereiten sollte. Seit 1774 studierte er Theologie an der Universität Göttingen, von 1776 bis 1777 dann an der Universität Helmstedt. Im Jahr 1781 trat er zunächst eine Hauslehrerstelle auf der estnischen Insel Oesel an, erhielt aber schon 1783 eine Pfarrstelle in Püha.
Der Beruf des Geistlichen behagte Luce allerdings nicht sonderlich, und er litt unter Depressionen. Schon 1785 gab er deshalb die Pfarrstelle auf und zog sich auf sein Rittergut Lahhentagge (estn.: Lahetaguse) auf Oesel zurück, um es hauptberuflich zu bewirtschaften. Während dieser Jahre veröffentlichte er einige Gedichtbände. Bald nach dem Tod seiner ersten Ehefrau (1788) ging er 1789 wieder zurück nach Deutschland und studierte bis 1792 Medizin an den Universitäten Göttingen und Erfurt. Das Studium schloss er als Dr. med. ab. Anschließend kehrte auf dem Umweg über Sankt Petersburg, wo er eine spezielle Ärzteprüfung ablegen musste, nach Livland (Estland) zurück.
Dort übte er verschiedene Tätigkeiten aus, u. a. auch als Arzt. Er ist der Begründer des oeselschen Landhospitals. Am 8. März 1795 wurde er in Wien in den Reichsadelsstand erhoben und erhielt das Indigenat der Oeselschen Ritterschaft. Schließlich war er von 1804 bis 1820 Schulinspektor (Schulrat) des Arensburger Schulkreises.
Als Estophile gründete Luce im Jahr 1817 in Arensburg die „Estnische Gesellschaft“ als erste Gesellschaft zur Förderung der estnischen Sprache (siehe hierzu auch Ehstländische Literärische Gesellschaft). Er war außerdem 48. Stiftungsmitglied der Gesellschaft für Geschichte und Alterthumskunde der russischen Ostsee-Provinzen. Luce war Münzsammler und schenkte im Jahr 1839 Teile seiner Sammlung der „Gelehrten Estnischen Gesellschaft“. Er war Mitglied der „Kaiserlichen Pharmazeutischen Gesellschaft“ in St. Petersburg und der „Kaiserlichen Freien Ökonomischen Gesellschaft“ ebenda sowie korrespondierendes Mitglied der „Kaiserlichen Philanthropischen Gesellschaft“. Außerdem war er Vizepräsident der Arensburger Abteilung der russischen Bibelgesellschaft.
Luce war Autor zahlreicher ökonomischer, medizinischer und historischer Aufsätze in deutscher und estnischer Sprache, in denen er sich u. a. für die Abschaffung der Leibeigenschaft im Baltikum einsetzte. Er veröffentlichte seine Werke u. a. in der Monatsschrift für Geist und Herz. Von seinen Werken in estnischer Sprache gelten als wesentlichste die Geschichten, dem Volke zu Nutzen und Freude, bereitet vom Schulrat Johann Willem Ludse.

## Familie
Luce heiratete in erster Ehe am 17. August 1784 auf Gut Sandel Johanna Luise von Vietinghoff (* 11. Oktober 1765; † 27. August 1788), die Tochter des Gutsbesitzers Reinhold Johann von Vietinghoff († 1777), Gutsherr auf Sandel, und der Sophie Euphrosine von Aderkas (aus dem Hause Peude); aus dieser ersten Ehe stammte Sohn Johann Friedrich Wilhelm von Luce (1785–1866). In zweiter Ehe heiratete er am 10. Dezember 1793 auf Gut Peude Auguste Christine von Aderkas (* 18. Juni 1772 auf Gut Peude; † 31. Oktober 1817 in Arensburg), Tochter des Gutsbesitzers Gotthard Wilhelm von Aderkas († 1813), Gutsherr auf Peude, und der Charlotte Auguste von Güldenstubbe (aus dem Hause Murratz) sowie Schwester von Gotthard Emanuel von Aderkas; aus dieser Ehe stammte Sohn Friedrich Gotthard von Luce (1798–1881).

## Schriften
- Schriftenverzeichnis.